# Chactinae
Los cactinos (Chactinae) son una subfamilia de escorpiones de la familia Chactidae.

## Distribución
Los escorpiones de esta subfamilia se les ha señalado habitando en Sur América y México.

## Clasificación
La subfamilia Chactinae está constituida por los siguientes géneros:
- Chactas Gervais, 1844
- Nullibrotheas Williams, 1974
- Teuthraustes Simon, 1878
- Vachoniochactas González-Sponga, 1978